# Rue des Acacias (Paris)
Pour les articles homonymes, voir Rue des Acacias.
La rue des Acacias est une rue du 17e arrondissement de Paris.

## Situation et accès
La rue commence au 36, avenue de la Grande-Armée, plus précisément place Yvon-et-Claire-Morandat, elle rencontre ensuite la rue Villaret-de-Joyeuse, la villa de la Grande-Armée, la rue du Colonel-Moll, la villa Guizot, elle passe entre l'avenue Carnot et la rue d'Armaillé, puis au bout de la rue de l'Arc-de-Triomphe et du passage des Acacias  pour se terminer au 35, avenue Mac-Mahon.

## Origine du nom
Son nom vient de la présence d'une ancienne plantation d'acacias dans la rue, elle figure sous ce nom dès 1825 sur le plan cadastral correspondant.

## Historique

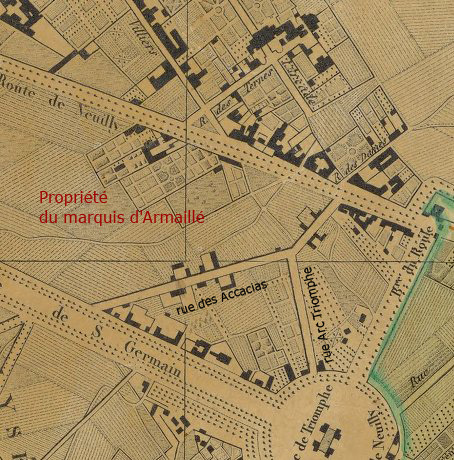
Rue des Acacias en 1820, sur le plan de Girard.

Ouverte en 1814, la « rue des Acacias » est une des plus anciennes rues du quartier alors sur le territoire de Neuilly-sur-Seine. À l'époque, c'était la pleine campagne et la rue n'était qu'un chemin qui permettait de rejoindre la rue des Dames-de-Montmartre (aujourd'hui rue Poncelet) à la route de Saint-Germain (aujourd'hui avenue de la Grande-Armée).
Rattachée à Paris en 1860, la voie garde son nom d'origine.
Les acacias formaient deux rangées d’arbustes qui couraient sur toute la longueur de cette rue et ce jusqu'aux environs de 1880, date à laquelle ils ont disparu (peut-être par la faute de Haussmann, ou peut-être à la suite des grands froids de 1879). Ils n’ont jamais été replantés (il faut noter qu'à de rares exceptions près, les avenues de Paris sont arborées mais pas les rues).
En 1875, l'avenue Mac-Mahon a été ouverte, au carrefour de la rue avec la route de Neuilly (aujourd'hui avenue des Ternes). Elle formait l'une des radiantes montant jusqu'à la place de l’Étoile.

## Bâtiments remarquables et lieux de mémoire
- No 1 : cet immeuble aurait hébergé dans les années 1980 l'énigmatique Baron noir, pilote d'un mystérieux avion fantôme survolant Paris à très basse altitude, tous feux éteints, une fois la nuit tombée[5].
- No 3 : immeuble où est né Jean Dutourd et où son père avait son domicile et son cabinet de chirurgien-dentiste[6].
- No 10 : Roland Garros y a vécu dans une chambre de bonne[7].
- Nos 16 et 31 : deux petits bâtiments à un seul étage, des survivants du début des constructions dans la rue. Ils figurent à l’identique, sur des cartes postales de 1900.
  - Durant la Seconde Guerre mondiale, le no 16 est un hôtel où loge André Gaudin, qui résista contre l'occupant avec Bernard Courtault.
- Entre les nos 13 et 15, c’est-à-dire exactement à l'emplacement actuel de la rue du Colonel-Moll se trouvaient jusqu’en 1910 les remises et les écuries de L'Urbaine et la Seine. Ce dépôt dit de l’Étoile était l’un des plus importants dépôts de la compagnie avec ses nombreux chevaux (en 1884, on y comptait plus de 180 voitures)[8].
- No 17 : un immeuble Art déco construit en 1931 par Jean Beaugrand.
- No 27 : cet immeuble de six étages est censé, selon la chanson de Mireille et Jean Nohain (27 rue des Acacias), abriter au septième étage la chambre d'une certaine Ida.
- No 32 : Béatrix Excoffon, résidente à cette adresse, réquisitionne pour les besoins du club de la Boule Noire, une association féministe pendant la Commune de Paris, un appartement dans cet immeuble[9],[10].
- No 45 : l’archiduc autrichien en exil Guillaume de Habsbourg-Lorraine (1895-1948) y loua un appartement en octobre 1931[11], avant de fuir la France en 1935.
- No 45 bis : ancien cinéma Studio des Acacias ouvert en 1933 avec 310 places. Il ferme en 1936 pour devenir le Cinérire des Ternes qui fermera de nouveau en 1941. Il se transformera en Ciné-Acacias, et enfin il redeviendra Studio des Acacias en 1982 pour fermer définitivement en 1984[12]. Le rez-de-chaussée est aujourd'hui une supérette et les étages abritent l'ambassade du Népal.
- No 47 : la poète et compositrice Désirée Pacault y est morte en 1881[13].
- No 54 : au fond de la cour, à gauche, une ancienne écurie a été transformée en salle de boxe dans les années 1930. Elle a reçu les plus grands noms du noble art : Carpentier et Cerdan, notamment, qui avaient conquis leurs titres salle Wagram, de l’autre côté de l’avenue Mac-Mahon (sur laquelle s'ouvrait un passage muré depuis). Un studio de photo nommé le Studio Mac Mahon y est fondé en 1954, il était célèbre dans la grande couture, de Marc Bohan et de Louis Féraud à Pierre Cardin. C’est là, aussi qu’une nouvelle presse est née : Salut les copains, Lui, Mademoiselle Âge Tendre … Toutes les grandes stars de l’époque yé-yé — Johnny, Sylvie, Jacques Dutronc, Françoise Hardy, Claude François, Sheila — y ont trouvé leur première image publique. C’est dans ce studio que Daniel Filipacchi, grand reporter pour Match, et Jean-Marie Périer ont enfanté des mythes[14] (la « Photo du siècle » y fut prise). Aujourd'hui modernisé et hyper équipé, le studio travaille pour la mode, la communication, la presse, la publicité, la vidéo, le web…
- No 54 : au fond de la cour, à droite, juste en face, une ancienne salle de bal devenue un atelier qui créée et restaure des objets en laque depuis près d'un siècle[15]. Cet atelier fut créé en 1919 par Louis Midavaine après la Grande Guerre pendant laquelle il est grièvement blessé aux jambes et au bassin. Il est soigné dans un hôpital en Allemagne, où il découvre le travail de la laque auprès d'ouvriers chinois, venus protéger les hélices des avions allemands. Après l'armistice, Louis rentre en France. Malgré son état, il décide de fonder un atelier de laque et engage des artisans qui, comme lui, sont des mutilés de guerre. Ensemble, ils font prospérer leur entreprise[16]. Son fils puis sa petite-fille lui succèdent. L'atelier est encore aujourd'hui incontournable dans le monde de la laque et il a reçu le label EPV (Entreprise du patrimoine vivant). Il reste l'un des derniers laqueurs de Paris.
- No 56 : passage des Acacias.

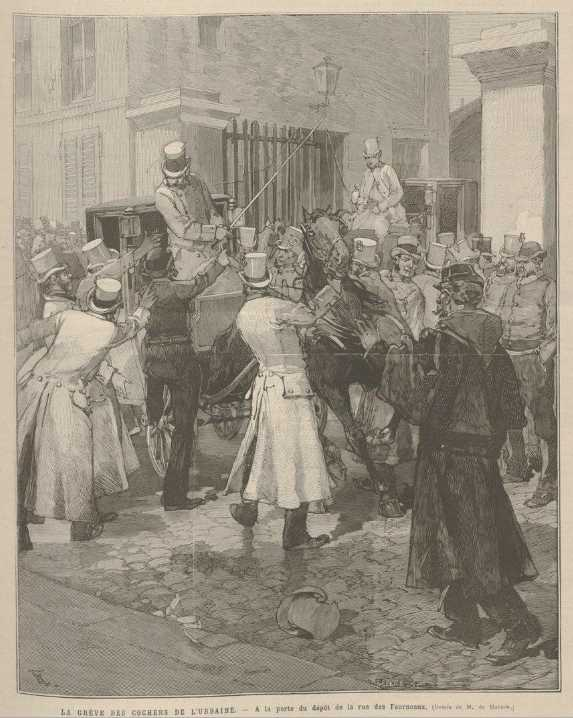
Entrée de cochers dans un dépôt de l'Urbaine en 1884.
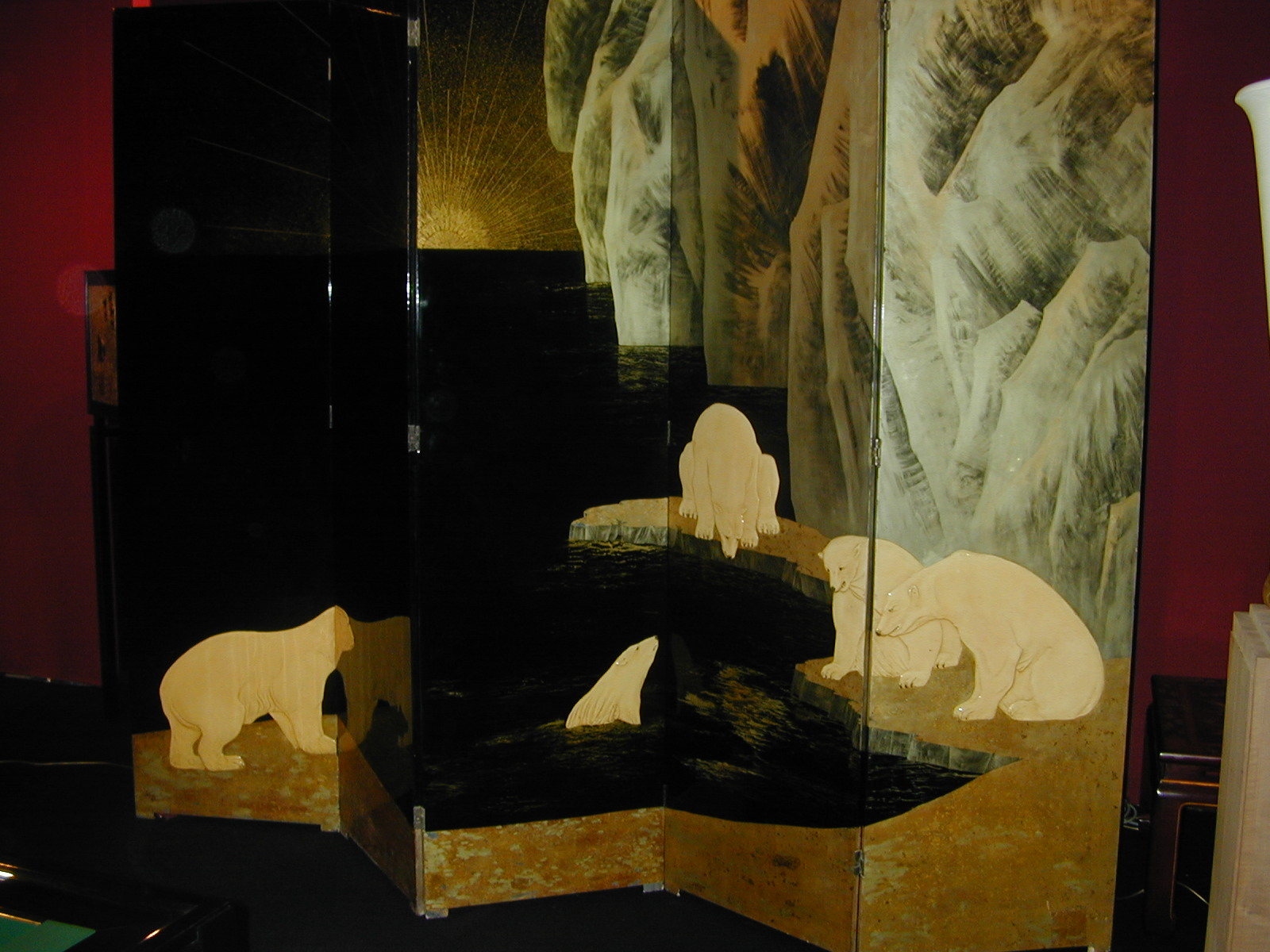
Panneau Aux Ours de l'atelier Midavaine.
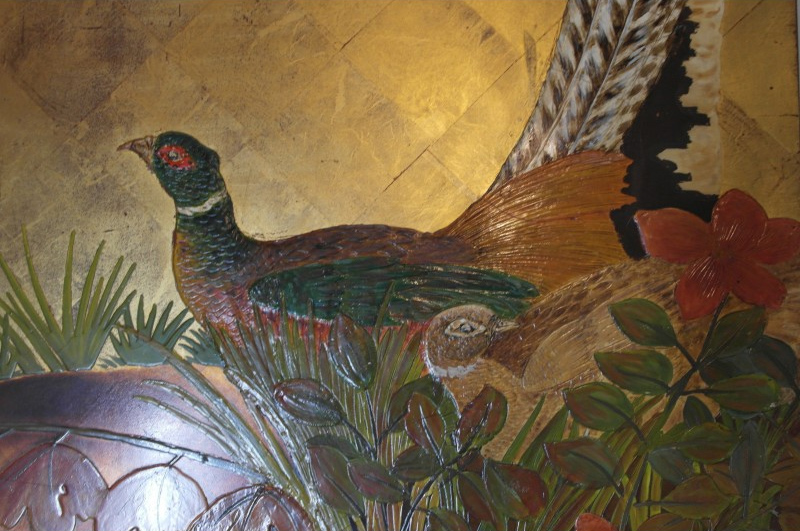
Faisans de l'atelier Midavaine.
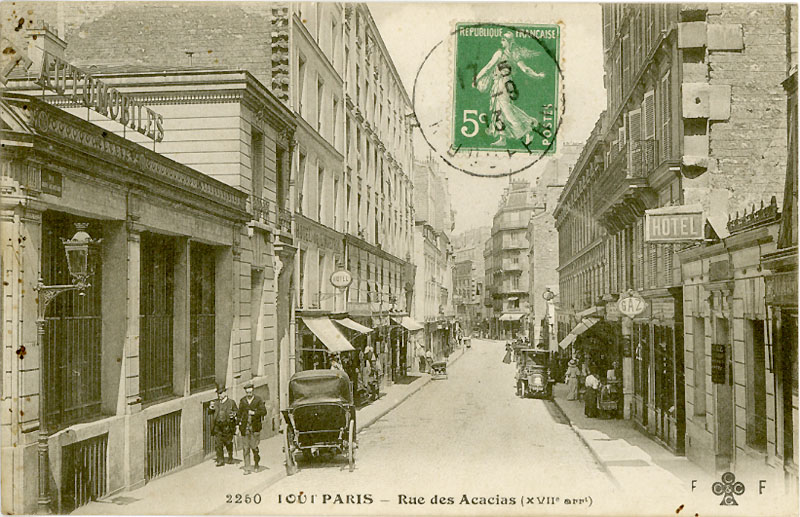
La rue des Acacias vers 1910.

### Les autres acacias de Paris

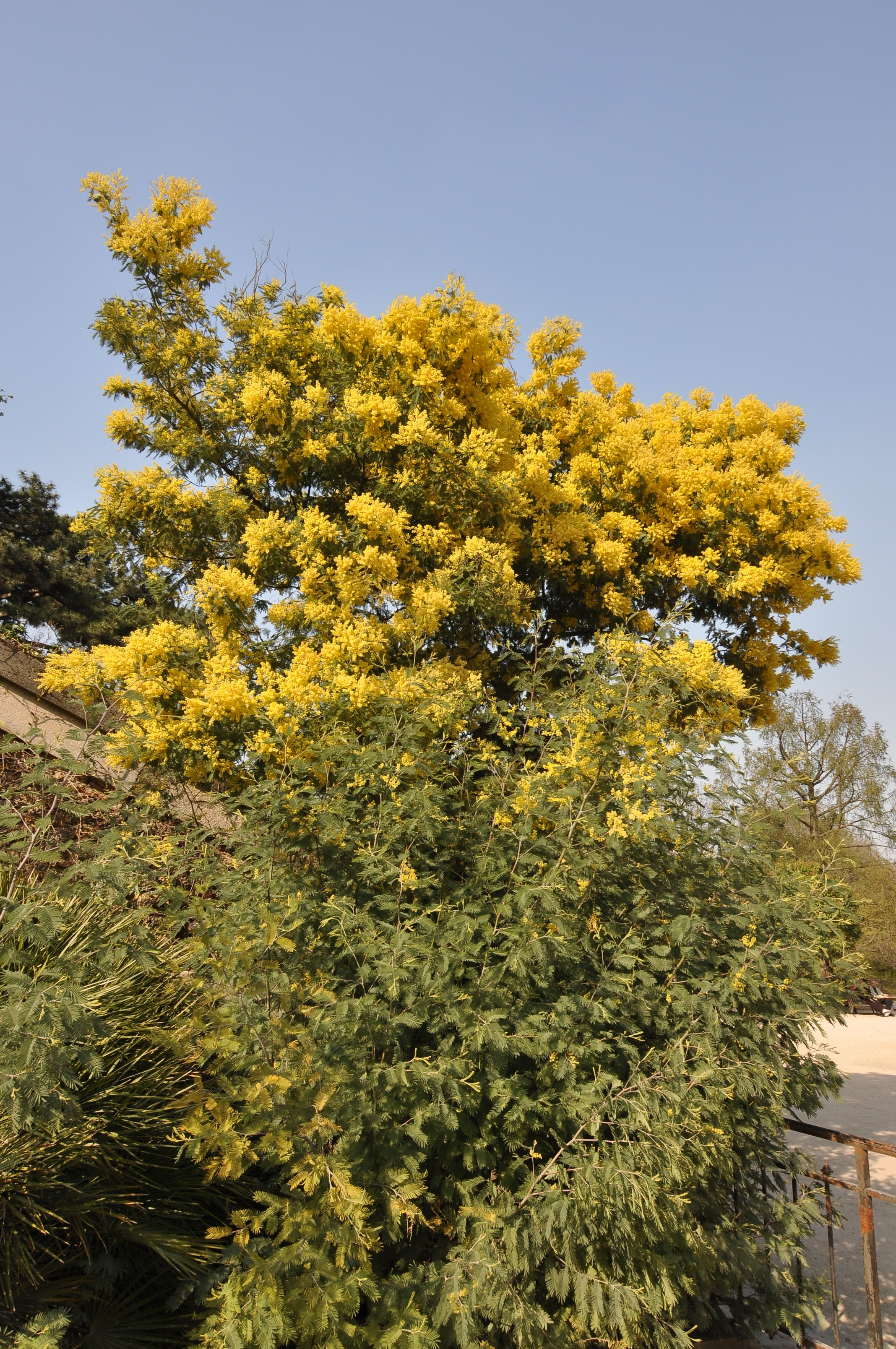
Acacias dans le Jardin des plantes.

- À partir de 1790 a été ouverte une « grande rue des Acacias » dans le 7e arrondissement de Paris proche de l'hôpital Necker; elle fut renommée « rue Bertrand » en 1847, puis en 1963, « rue du Général-Bertrand[17] ».
- À Montmartre existait une « rue des Acacias », renommée depuis « rue d'Orsel ».
- Dans le bois de Boulogne, la longue allée de Longchamp (3 km) qui va de la porte Maillot jusqu'à l’hippodrome de Longchamp s'est appelée autrefois « allée des Acacias ». C'était l'une des allées les plus fréquentées et élégantes (ce nom figure sur de nombreux plans et cartes postales anciens mais il est aujourd'hui tombé en désuétude).
- Au cimetière du Père-Lachaise, il y a un « chemin des Acacias » à l'angle du chemin Masséna, où se trouve la tombe du maréchal Ney, avec sa statue en pied.
- Jusqu’en 1936, au niveau du no 21 de la rue s’ouvrait l'impasse des Acacias, renommée depuis « villa Guizot ».
- Au no 56, on trouve le passage des Acacias qui est long de 36 m et large de 3,5 m. Il se termine vers l'avenue Mac-Mahon par un escalier de 8 marches.

### Le 27, rue des Acacias en chanson

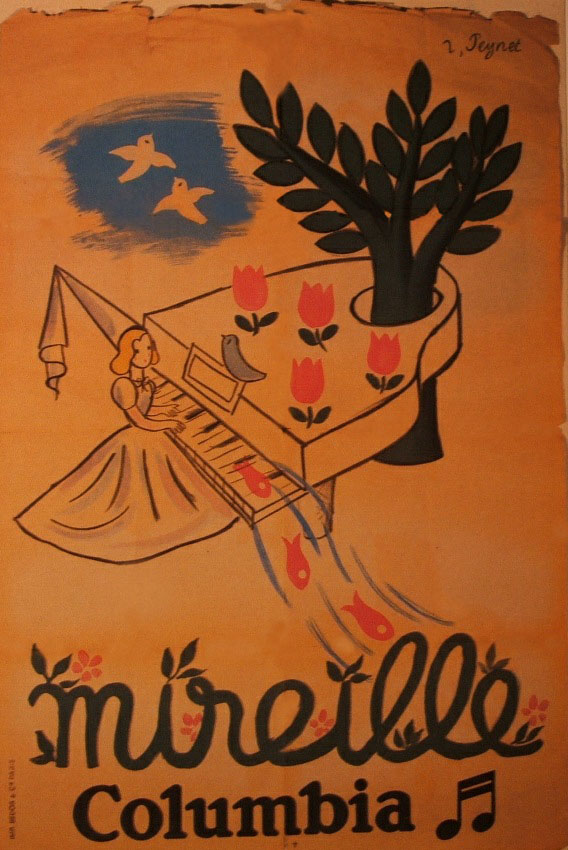
Poster de Columbia pour un disque de Mireille (1930).

27, rue des Acacias est le titre d'un chanson écrite en 1933 par Jean Nohain, mise en musique et chantée pendant des années par Mireille. La chanson débute par :
Le 2, c'est une boulangerie

Le 6, c'est un brocanteur

Le 12, c'est une charcuterie

Le 16, un marchand de couleurs
Il ne faut cependant pas prendre la description de la rue des Acacias pour autre chose que de la poésie. En effet, les amateurs d'histoires d'amour immortelles risquent fort d'être déçus : elle chante « Y'a qu'au septième qu'il y a de l'ivresse » mais au no 27 il n'y a que 6 étages ; le boulanger est au no 31, le brocanteur au no 41, le charcutier au no 27 et il y a certes un atelier de laque mais il est au no 54 et ne vend pas de couleurs.